# Afrikanisches Hirschferkel
Das Afrikanische Hirschferkel (Hyemoschus aquaticus) ist die einzige in Afrika beheimatete Art der Hirschferkel. Vereinzelt findet man auch die irreführende Bezeichnung „Wassermoschustier“ – mit den Moschustieren ist dieses Tier allerdings nicht verwandt.

## Beschreibung

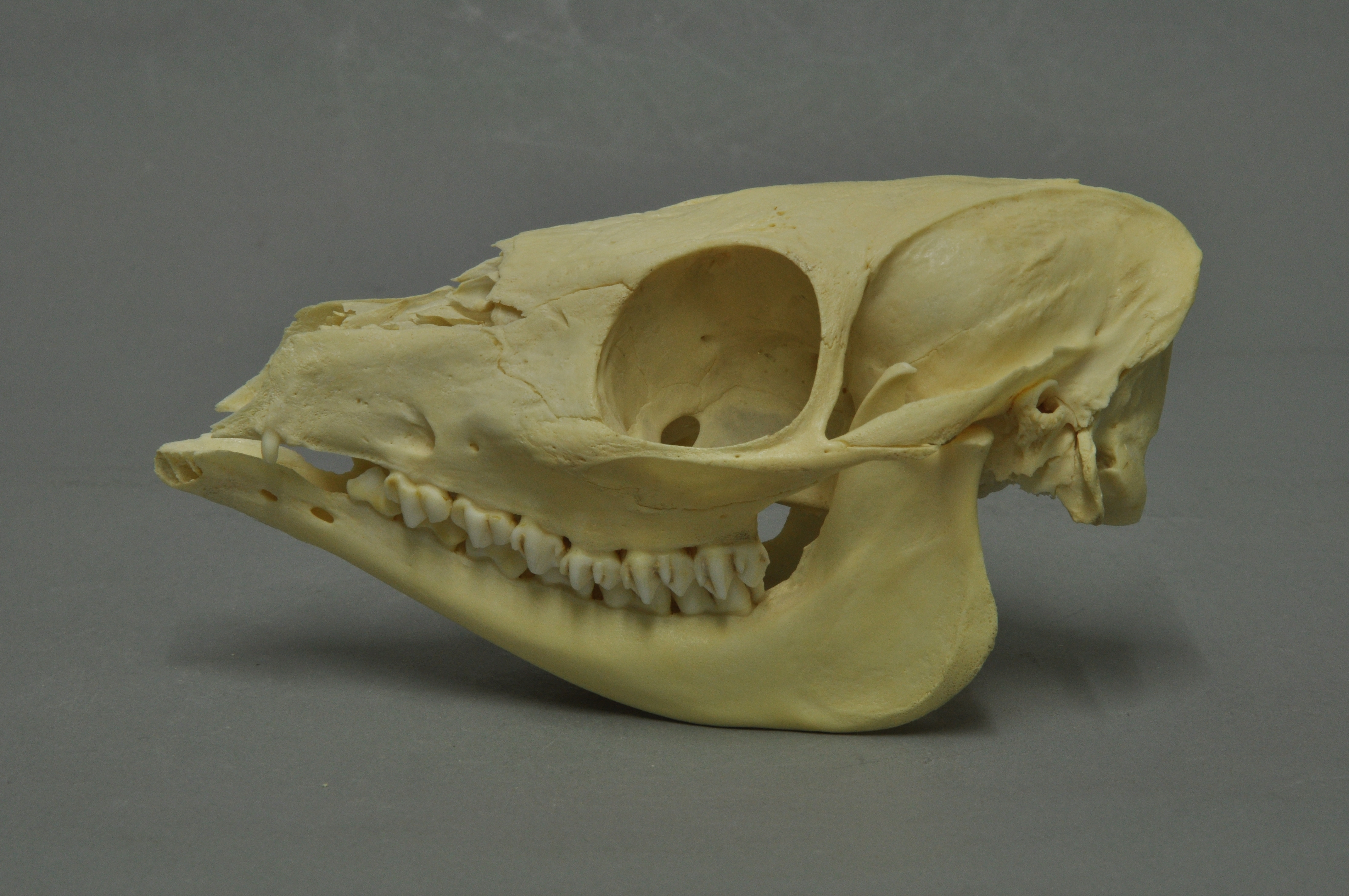
Schädel

Das Afrikanische Hirschferkel ist größer als die Kantschile, seine asiatischen Verwandten. Es erreicht eine Kopfrumpflänge von 60 bis 85 Zentimetern und eine Schulterhöhe von 30 bis 35 Zentimeter. Ihr Gewicht variiert zwischen 7 und 15 Kilogramm, wobei Weibchen (durchschnittlich 12 kg) schwerer werden als Männchen (durchschnittlich 9,7 kg), was für Paarhufer ungewöhnlich ist.
Ihr Fell ist braun gefärbt, am Rücken und an den Flanken haben sie weiße, streifenförmig angeordnete Flecken oder Streifen, dadurch löst sich das Tier für den Betrachter vor dem Hintergrund des Unterholzes optisch auf und ist damit bestens getarnt. Wie alle Hirschferkel hat es einen stämmig wirkenden Körper, der auf vergleichsweise dünnen Beinen steht. Der Schwanz ist kurz (8 bis 15 cm) und an der Unterseite weiß gefärbt. Der Kopf ist klein und zugespitzt. Wie bei allen Hirschferkeln tragen die Tiere kein Geweih oder Hörner, dafür haben die Männchen vergrößerte obere Eckzähne.

## Verbreitung und Lebensraum

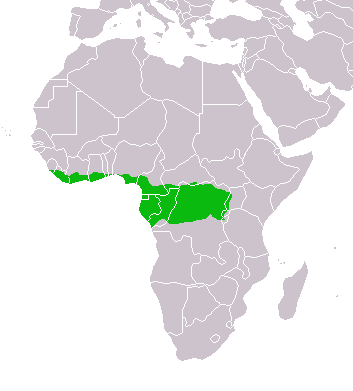
Verbreitungsgebiet

Verbreitet ist das Afrikanische Hirschferkel in West- und Zentralafrika in einem Streifen von Sierra Leone bis in den Norden der Demokratischen Republik Kongo und Uganda. Dabei ist es in küstennahen Regionen am häufigsten. Es bewohnt den tropischen Regenwald und hält sich dort in der Nähe von Sümpfen, Seen und Flüssen auf.

## Lebensweise
Afrikanische Hirschferkel sind nachtaktiv, tagsüber schlafen sie in dichter Vegetation verborgen. In der Nacht begeben sie sich auf Nahrungssuche, dabei halten sie den Kopf dicht beim Boden. Dadurch entsteht eine Keilform, die ihnen beim Durchschlüpfen durch dichte Vegetation hilft. Droht Gefahr von Fressfeinden, flüchten sie ins Wasser. Sie halten sich dort allerdings nicht sehr lange auf, da sie keine guten Schwimmer sind.
Die Tiere leben einzelgängerisch. Weibchen bewohnen ein Revier von rund 13 bis 14 Hektar Größe, wo sie ihr Leben lang bleiben. Die Reviere der Männchen sind größer (rund 20 Hektar) und überlappen sich in der Regel mit denen zweier Weibchen. Im Gegensatz zu diesen bleiben die Männchen nur ein Jahr in ihrem Territorium, dann werden sie von Geschlechtsgenossen vertrieben. Ein ausgeprägtes Territorialverhalten sieht man nicht, trotzdem kommt es selten zu Kontakten zwischen erwachsenen Tieren.

## Nahrung
Die Nahrung der Afrikanischen Hirschferkel besteht in erster Linie aus zu Boden gefallenen Früchten. Daneben nehmen sie auch Blätter und Stängel zu sich. Manchmal verzehren sie auch Insekten, Krabben und Aas.

## Fortpflanzung
Einmal im Jahr bringt das Weibchen in der Regel nach rund 219-tägiger Tragzeit ein einziges Jungtier zur Welt. Die Mütter lassen die Jungtiere in dichter Vegetation allein zurück und kommen nur zu ihnen, um sie zu säugen und abzulecken. Nach drei bis sechs Monaten sind die Jungen entwöhnt und erreichen die Geschlechtsreife mit neun bis 26 Monaten; dann müssen sie das Revier der Mutter verlassen. Die durchschnittliche Lebenserwartung beträgt acht Jahre, einzelne Tiere werden auch elf bis 13 Jahre alt.

## Bedrohung
Aufgrund der zurückgezogenen und nachtaktiven Lebensweise ist wenig über den Gefährdungsgrad oder den Populationsstand der Afrikanischen Hirschferkel bekannt. Von einzelnen Regionen gibt es aber Berichte über einen Rückgang der Gesamtzahlen. Zweifelsohne werden sie durch die fortschreitende Rodung der zentralafrikanischen Wälder und möglicherweise auch durch die Jagd ihres Fleisches wegen in Mitleidenschaft gezogen. Genaue Daten fehlen allerdings.

## Systematik
Sowohl die Bezeichnung „Wassermoschustier“ als auch der Gattungsname Hyemoschus lassen erkennen, dass man das Afrikanische Hirschferkel früher als verwandt mit den Moschustieren, einer in Ostasien lebenden, mit den Hornträgern verwandten Paarhufergruppe, sah. Heute ordnet man es in die Familie der Hirschferkel (Tragulidae). Innerhalb dieser galt es als Schwestertaxon der übrigen neun, als Kantschile bezeichneten Arten. Molekulargenetische Analysen sehen aber das Afrikanische Hirschferkel als näher zur Gattung Tragulus stehend, während die Fleckenkantschile (Moschiola) entfernter verwandt sind.

### Verwandtschaft
Von den Afrikanischen Hirschferkeln ist bekannt, dass sie bei Gefahr ins Wasser fliehen und sich einer Gefahr getaucht zu entziehen suchen. Forscher sehen darin einen Zusammenhang mit dem Verhalten des ebenfalls „wassergängigen“ Indohyus, dem das afrikanische Hirschferkel stark ähnelt und der als „nächster Verwandter“ der Wale für das Bindeglied zwischen den Paarhufern und den Walen gehalten wird.

## Nachweis
1. 1 2  Rama K. Sarvani, Drashti R. Parmar, Wajeeda Tabasum, Neelima Thota, Ara Sreenivas und Ajay Gaur: Characterization of the complete mitogenome of Indian Mouse Deer, Moschiola indica(Artiodactyla: Tragulidae) and its evolutionary signifcance. Scientific Reports 8, 2018, S. 2697, doi:10.1038/s41598-018-20946-5
2. ↑  Manuel Hernández Fernández und Elisabeth S. Vrba: A complete estimate of the phylogenetic relationships in Ruminantia: a dated species-level supertree of the extant ruminants. Biological Reviews 80, 2005, S. 269–302
3. ↑  „Der Wal-Verwandtschaft auf der Spur“, DLF, 20. Dezember 2007